# Erick Avari
Nariman Eruch Avari, noto come Erick o Eric Avari (Darjeeling, 13 aprile 1952), è un attore indiano.

## Biografia
È nato a Darjeeling, nel Bengala occidentale, in una vecchia famiglia parsi-zoroastra ai piedi dell'Himalaya. Suo padre Eruch Avari produsse due film (il Campidoglio e il Rink) lì. La sua prima educazione fu presso la prestigiosa Scuola di North Point (la divisione della scuola di St. Joseph's College), che ha frequentato regolarmente, per poi studiare al College di Charleston, in South Carolina. Erick è un membro della famiglia Madan-Avari di Darjeeling e Calcutta. Il suo bisnonno era Jamshedji Framji Madan, uno dei pionieri del cinema indiano.
Ha recitato in Heroes nel ruolo di Chandra Suresh. Precedentemente ha anche partecipato al film Daredevil (2003) facendo la parte del padre di Elektra. Ha partecipato anche al film Stargate con Kurt Russell e James Spader, La mummia con Brendan Fraser e alla serie televisiva dedicata a questo film. Inoltre si segnala la sua presenza nel film remake del 2001, Planet of the Apes - Il pianeta delle scimmie, diretto da Tim Burton.

## Filmografia parziale

### Cinema
- Kanchenjungha, regia di Satyajit Ray (1962)
- Niente dura per sempre (Nothing Lasts Forever), regia di Tom Schiller (1984)
- On Wings of Fire, regia di Cyrus Bharucha (1986)
- Belva di guerra (The Beast), regia di Kevin Reynolds (1988)
- Sono morta... e vi ammazzo (She's Back), regia di Tim Kincaid (1989)
- Analisi finale (Final Analysis), regia di Phil Joanou (1992)
- Il mio amico scongelato (Encino Man), regia di Les Mayfield (1992)
- The Hit List, regia di William Webb (1993)
- Amore con interessi (For Love or Money), regia di Barry Sonnenfeld (1993)
- Incubo d'amore (Dream Lover), regia di Nicholas Kazan (1993)
- Il colore della notte (Color of Night), regia di Richard Rush (1994)
- Stargate, regia di Roland Emmerich (1994)
- Independence Day, regia di Roland Emmerich (1996)
- Le mie guardie del corpo (The Undercover Kid), regia di Linda Shayne (1996)
- La mia flotta privata (McHale's Navy), regia di Bryan Spicer (1997)
- La mummia (The Mummy), regia di Stephen Sommers (1999)
- Il 13º guerriero (The 13th Warrior), regia di John McTiernan (1999)
- Planet of the Apes - Il pianeta delle scimmie (Planet of the Apes), regia di Tim Burton (2001)
- Prigione di vetro (The Glass House), regia di Daniel Sackheim (2001)
- Incest, regia di Lucas Elliot Eberl - cortometraggio (2002)
- Three Days of Rain, regia di Michael Meredith (2002)
- Mr. Deeds, regia di Steven Brill (2002)
- Il maestro cambiafaccia (The Master of Disguise), regia di Perry Andelin Blake (2002)
- Ritual, regia di Avi Nesher (2002)
- Daredevil, regia di Mark Steven Johnson (2003)
- Searching for Haizmann, regia di Scott Gordon e Ron Meyer (2003)
- The L.A. Riot Spectacular, regia di Marc Klasfeld (2005)
- Dancing in Twilight, regia di Bob Roe (2005)
- Dark Matter, regia di Shi-Zheng Chen (2007)
- Plane Dead (Flight of the Living Dead: Outbreak on a Plane), regia di Scott Thomas (2007)
- Choose Connor, regia di Lucas Elliot Eberl (2007)
- Postal, regia di Uwe Boll (2007)
- La guerra di Charlie Wilson (Charlie Wilson's War), regia di Mike Nichols (2007)
- InAlienable, regia di Robert Dyke (2007)
- AmericanEast, regia di Hesham Issawi (2008)
- Il superpoliziotto del supermercato (Paul Blart: Mall Cop), regia di Steve Carr (2009)
- Hachiko - Il tuo migliore amico (Hachiko: A Dog's Story), regia di Lasse Hallström (2009)
- Karma's a Bitch, regia di Justin Tan - cortometraggio (2010)
- Three Veils, regia di Rolla Selbak (2011)
- Where the Road Meets the Sun, regia di Mun Chee Yong (2011)
- Dispatch, regia di Steven Sprung (2011)
- Fall North, regia di Jon Maxwell - cortometraggio (2011)
- You Are the Blood, regia di Rafael Morais - cortometraggio (2012)
- California Winter, regia di Odin Ozdil (2012)
- A Haunting at Silver Falls, regia di Brett Donowho (2013)
- It's Not You, It's Me, regia di Nathan Ives (2013)
- Chasing Eagle Rock, regia di Erick Avari (2015)
- Project Eden, regia di Ashlee Jensen e Terrance M. Young (2017)
- Love & Debt, regia di Valerie Landsburg (2019)

### Televisione
- General Hospital – serie TV (1963)
- True Blue – serie TV, episodio 1x01 (1989)
- Avvocati a Los Angeles (L.A. Law) – serie TV, episodio 5x09 (1991)
- Murphy Brown – serie TV, episodio 3x15 (1991)
- Divisi dalla legge (The Antagonists) – serie TV, episodio 1x01 (1991)
- Good & Evil – serie TV, episodio 1x01 (1991)
- Star Trek: The Next Generation – serie TV, episodio 5x07 (1991)
- Willy, il principe di Bel-Air (The Fresh Prince of Bel-Air) – serie TV, episodio 2x18 (1992)
- Tequila e Bonetti (Tequila and Bonetti) – serie TV, episodio 1x05 (1992)
- Civil Wars – serie TV, episodio 1x13 (1992)
- Incubo in alto mare (Treacherous Crossing), regia di Tony Wharmby – film TV (1992)
- Dream On – serie TV, episodio 3x20 (1992)
- Wings – serie TV, episodio 4x05 (1992)
- Great Scott! – serie TV, episodi 1x04-1x06 (1992)
- Cin cin (Cheers) – serie TV, episodio 11x09 (1992)
- Casualties of Love: The Long Island Lolita Story, regia di John Herzfeld – film TV (1993)
- Scam - Una prova per Maggie (Scam), regia di John Flynn – film TV (1993)
- Don't Drink the Water, regia di Woody Allen – film TV (1994)
- Star Trek: Deep Space Nine - serie TV, episodio 3x15 (1995)
- Il mio amico Alf - Voce (1996)
- La signora in giallo (Murder, She Wrote) – serie TV , episodio 12x23 (1996)
- I segreti del cuore (To Face Her Past), regia di Steven Schachter – film TV (1996)
- Le mie guardie del corpo (The Undercover Kid), regia di Linda Shayne – film TV (1996)
- On Wings of Fire, regia di Cyrus Bharucha (2001)
- Incest, regia di Lucas Elliot Eberl – cortometraggio (2002)
- Mamma, ho allagato la casa (Home Alone 4), regia di Rod Daniel – film TV (2002)
- X-Files (The X Files) – serie TV, episodio 9x05 (2001)
- Alias – serie TV, un episodio (2003)
- NCIS - Unità anticrimine (NCIS) - serie TV, episodio 1x08 (2003)
- The Librarian 2 - Ritorno alle miniere di Re Salomone (The Librarian: Return to King Solomon's Mines), regia di Jonathan Frakes – film TV (2006)
- Heroes – serie TV, 4 episodi (2006)
- The O.C. – serie TV, episodio 3x22 (2006)
- The Rich Inner Life of Penelope Cloud, regia di Jeff Greenstein – film TV (2007)
- The Madness of Jane, regia di Tucker Gates – film TV (2008)
- West Wing - Tutti gli uomini del Presidente (The West Wing) - serie TV, episodio 1x11 (2009)
- Castle - serie TV, episodio 2x19 (2010)
- Human Target – serie TV, 1 episodio (2010)
- Grimm – serie TV, episodio 4x06 (2014)
- The Chosen – serie TV, 8 episodi (2019)

## Doppiatori italiani
Nelle versioni in italiano delle opere in cui ha recitato, Erick Avari è stato doppiato da:
- Stefano De Sando in Mamma, ho allagato la casa, Major Crimes
- Rodolfo Bianchi in Planet of the Apes - Il pianeta delle scimmie, Mental
- Diego Reggente in X-Files, The O.C.
- Franco Zucca in Hachiko - Il tuo migliore amico, Castle
- Alessandro Rossi in Belva di guerra
- Oliviero Dinelli in Scam - Una prova per Maggie
- Ennio Coltorti in La mummia
- Giorgio Lopez in Mr. Deeds
- Gerolamo Alchieri in NCIS - Unità anticrimine
- Michele Kalamera in Daredevil
- Claudio Fattoretto in Amore con interessi
- Guido Sagliocca in Alias
- Paolo Marchese in Leverage - Consulenze illegali
- Pieraldo Ferrante in Burn Notice - Duro a morire
- Mario Brusa in Law & Order: Criminal Intent
- Carlo Reali in Lie to Me
- Pino Ammendola in Postal
- Angelo Nicotra in Prigione di vetro
- Luca Graziani in Scorpion
- Ambrogio Colombo in The Brink